# Gud, vår lösta tunga
Gud, vår lösta tunga är en nattvards- och lovpsalm av Samuel Gabrielsson från 1929. Har ofta fått avsluta högmässor och övriga nattvardsgudstjänster[källa behövs]. Den sista av de tre stroferna som inleds "När du kommer åter" är så kallad ståvers (utmärkt med en stjärna).
Melodi (2/2, F-dur) av Olof Lindström från 1937. Från början var psalmen skriven till samma melodi som Lovad vare Herren.

## Publicerad som
- Nummer 202 i 1937 års psalmbok under rubriken "Nattvarden".
- Nummer 202 i Psalmer för bruk vid krigsmakten 1961 verserna 1-3.
- Nummer 76 i den ekumeniska delen av den svenska psalmboken (dvs psalm 1-325 i Den svenska psalmboken 1986, Cecilia 1986, Psalmer och Sånger 1987, Segertoner 1988 och Frälsningsarméns sångbok 1990) under rubriken "Nattvarden".